# Josef W. Seifert

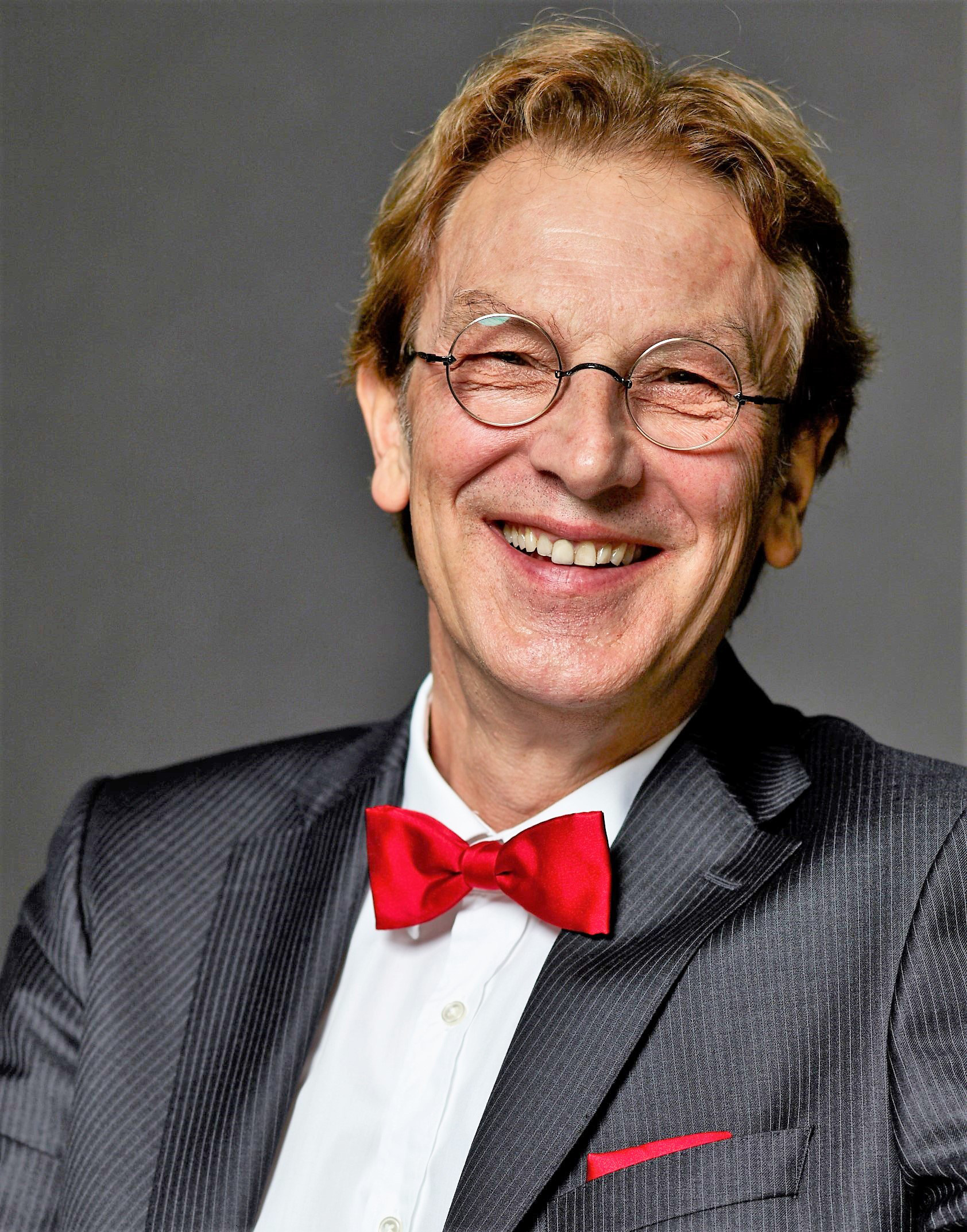
Josef W. Seifert

Josef W. Seifert (* 22. Oktober 1954 in Wolnzach) ist ein deutscher Pädagoge und Autor.

## Veröffentlichungen (Auswahl)
- Visualisieren – Präsentieren – Moderieren. 43. Auflage. Gabal Verlag, Offenbach 2022, ISBN 978-3-86936-240-3.
- Besprechungen erfolgreich moderieren. 16. Auflage, Gabal Verlag, Offenbach 2015, ISBN 978-3-86936-639-5
- Mitarbeiter-Gruppen. 3. Auflage, Gabal Verlag, Offenbach 1996, ISBN 3-923984-94-4
- Moderation & Kommunikation. 10. Auflage, Gabal Verlag, Offenbach 2014, ISBN 978-3-89749-003-1
- Konfliktmoderation. 3., überarbeitete Auflage des 2009 erschienenen Titels „Moderation und Konfliktklärung – Leitfaden zur Konfliktmoderation“ (ISBN 978-3-86936-011-9), Gabal Verlag, Offenbach 2018, ISBN 978-3-86936-840-5.
- 30 Minuten Moderieren. 11. Auflage, Gabal Verlag, Offenbach 2018, auch als Hörbuch erhältlich, ISBN 978-3-86936-297-7
- Online Moderation. 2. Auflage, Gabal Verlag, Offenbach 2012, ISBN 978-3-86936-416-2
- World-Café. In: Armin Rohm (Hrsg.): Change-Tools. Verlag ManagerSeminare, Bonn 2015, 6. Auflage, ISBN 978-3936075397
- Großgruppen moderieren: Ein Methodenvergleich. In: Falko E. P. Wilms (Hrsg.): SEM|RADAR Zeitschrift für Systemdenken und Entscheidungsfindung im Management. Fachhochschule Vorarlberg, ISSN 1610-8914
- Moderation. In: Auhagen, Bierhoff (Hrsg.): Angewandte Sozialpsychologie. Beltz PVU, Weinheim/Basel/Berlin 2003, ISBN 978-3621275224.